# Sanne Graulund
Sanne Graulund (født 29. maj 1965 i Nykøbing Falster) er en dansk sanger, sangskriver, komponist og skuespiller.
Graulund er uddannet fra Det Rytmiske Musikkonservatorium i 1991 og har bl.a. medvirket i musicalen Jesus Christ Superstar.
Hun været docent på Det Rytmiske Musikkonservatorium 1999-2010.
I 2001 medvirkede hun Dansk Melodi Grand Prix med sangen "Et øje på dig", som hun fremførte sammen med Ole Kibsgaard. Kibsgaard og Graulund havde komponeret sangen sammen. Samme år medvirkede hun på Jens Skou Olsens album Summer on the Moon.
I 2007 skrev hun musikken til den danske film Hvordan vi slipper af med de andre. I 2012 skrev hun musikken til The Secret Society of fine Arts, der både vandt hovedprisen og publikumsprisen filmfestivalen Tous Ecrans i Geneve.
Kapelmester på Cabaret 2010 (Fredericia Teater), Tribunehelte 2012(Odense Teater), Lillys Danmarkshistorie 2015/2016 (Folketeatret)
Kapelmester og medvirkende på "Emma ude af takt" 2020/21 (Folketeatret) 
Komponist på forestillingen "Ud med Knud". 2020 (Fairplay/Holbæk Teater)
Komponist på filmen Klienten (The Client) 2022

## Diskografi

### Solo
- Better Get Some Dreams (1998)
- Come by Here (med Copenhagen Gospel Quintet, 2003)
- Midt i det hele (2005)
- "Totalt total" (2015)
- "As simple as that" (2019) She Trio
- ”Tiny spirits” (2023) She Trio
- Score music The Client (2022)
- ”Context” (2024)

### Gæsteoptræden
- 2001 Summer on the Moon - Jens Skou Olsen

## Filmografi
- Den attende (1996)

### Tv-serier
- TAXA (1997-1999)